# Belvédère (Heemstede)
Belvédère is een voormalig uitkijktoren in Groenendaal te Heemstede in Noord-Holland. De uitkijktoren was ontworpen door architect John Thomas Hitchcock tussen 1834 en 1839. In 1964 is geprobeerd om de in verval geraakte uitkijktoren te restaureren, maar per raadsbesluit werd in 1965 besloten om deze toch af te breken.
Sinds 2019 bestaan er weer plannen om een nieuw gebouw op dezelfde plek van de Belvédère te bouwen. De gemeente heeft voor de herbouw zes architecten uitgenodigd om met een ontwerp te komen. Deze ontwerpen zijn in november 2019 vrijgegeven, waarop vervolgens de inwoners van Heemstede op hun meest favoriete ontwerp kunnen stemmen. De gemeente zal uiteindelijk een besluit nemen over welk ontwerp uitgevoerd zal worden.